# Jonas Mekas
Jonas Mekas, né le 24 décembre 1922 dans le village de Semeniškiai, près de Biržai (Lituanie) et mort le 23 janvier 2019 à Brooklyn, New York (États-Unis), est un écrivain et réalisateur de nationalité lituanienne et américaine. Figure du cinéma underground, il est aussi critique et enseignant de cinéma. Il a popularisé le journal filmé,.

## Biographie
De 1944 à 1945, Jonas Mekas, après avoir quitté la Lituanie, est interné avec son frère Adolfas Mekas dans un camp de travail à Elmshorn près de Hambourg en Allemagne nazie. Les deux frères s'évadent et se cachent dans une ferme près de la frontière danoise. Après la guerre, il vit dans des camps de personnes déplacées à Wiesbaden et Cassel. Entre 1946 et 1948, il étudie la philosophie à l'université de Mayence. Le 29 octobre 1949, il arrive aux États-Unis où il a choisi de s'exiler. 
En 1962, il cofonde The Film-Makers' Cooperative, première coopérative au monde de diffusion du cinéma indépendant et expérimental, ainsi nommée en hommage à Maya Deren. 
En 1964, il joue son propre rôle dans Empire, un film expérimental de huit heures d'Andy Warhol et filme au Living Theatre à New York la pièce de théâtre The Brig écrite par Kenneth Brown.
Il cofonde en 1970, avec Stan Brakhage, P. Adams Sitney (en) et Peter Kubelka, l'Anthology Film Archives.

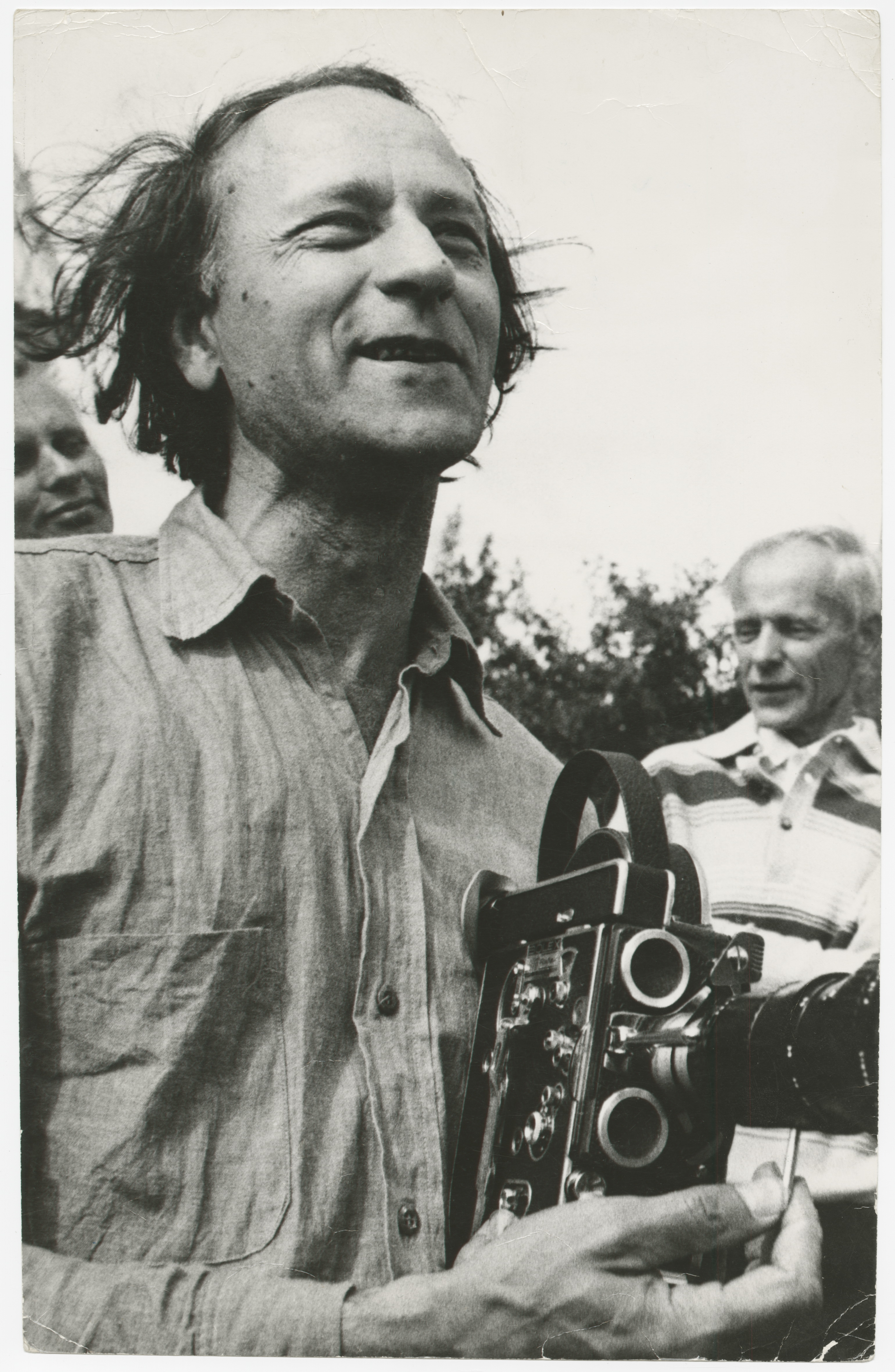
Jonas Mekas. Biržai 1971.

### En lituanien
- Semeniskiu Idiles (poésie), Kassel, 1948
- Géliu Kalbejimas (poésie), Chicago, 1961
- Pavieniai Zodziai (poésie), Chicago, 1967
- Reminiscensijos (poésie), New York, 1972
- Dienorasciai (poésie), New York, 1985
- Letters from Nowhere, Vilnius, 1997
- Dienu Rastai (poésie), Vilnius, 1998
- Mano Naktys, Vilnius, 2007
- Zodziai ir Raides (poésie), Vilnius, 2007

### En anglais
- Movie Journal, Macmillan, 1972
- Zefiro Torna or Scenes From the Life of George Maciunas (diaries), Arthouse, New York, 1998
- I had Nowhere to Go : Diaries, 1944-1954, Black Thistle Press, New York, 1991
- There is No Ithaca (édition anglaise, trad. Vyt Bakaitis de Semeniskiu Idiles and Reminiscensijos), Black Thistle Press, New York, 1996
- My Night Life, Baltos Lankos Publishers, Vilnius, 2007
- Scrapbook of the Sixties: Writings 1958-2010, Spector Books, 2015, 450 pages
- A Dance with Fred Astair, Anthology Editions, 2017, 464 pages

### En français
- Ciné-journal, un nouveau cinéma américain, Paris, Paris Expérimental, coll. Classiques de l’avant-garde, 1992
- Lettres de nulle part, Paris expérimental, 2003
- Je n'avais nulle part où aller, P.O.L, 2004
- Ma vie nocturne, les éditions Baltos Lankos, Vilnius, 2007
- Movie journal, Marest, 2018
- Debout parmi les choses - Poèmes 1948-2007, éd. complète et inédite des poèmes de Mekas, traduit du lituanien par Stéphane Bouquet, Jean-Baptiste Cabaud, Miglė Dulskytė, Roxana Hashemi, Anne Portugal, Ainis Selena, Marielle Vitureau, avec la participation de Tadas Bugnevičius, avant-propos de Michaël Batalla, préface de Stéphane Bouquet, Caen, Nous, coll. Now, 448 p., 2024  (ISBN 978-2-370841-39-1)

## Filmographie
- 1961 : Guns of the Trees
- 1963 : Film Magazine of the Arts
- 1964 : Award Presentation to Andy Warhol
- 1964 : La Taule (The Brig)
- 1966 : Report from Millbrook
- 1966 : Notes on the Circus
- 1966 : Cassis
- 1969 : Time & Fortune Vietnam Newsreel
- 1969 : Walden
- 1972 : Reminiscences of a Journey to Lithuania
- 1976 : Lost, Lost, Lost
- 1978 : Notes for Jerome
- 1978 : In Between
- 1980 : Paradise Not Yet Lost, or Oona's Third Year
- 1982 : Scenes from the Life of Andy Warhol: Friendships and Intersections
- 1986 : He Stands in the Desert Counting the Seconds of His Life
- 1990 : Self Portrait
- 1992 : Zefiro Torna or Scenes from the Life of George Maciunas (Fluxus)
- 1997 : Scenes from Allen's Last Three Days on Earth as a Spirit
- 1997 : Birth of a Nation
- 1997 : Happy Birthday to John
- 1999 : This Side of Paradise
- 2000 : Gimme Some Truth: The Making of John Lennon's Imagine Album
- 2000 : As I Was Moving Ahead Occasionally I Saw Brief Glimpses of Beauty
- 2001 : Wien & Mozart
- 2001 : Elvis
- 2005 : A Letter from Greenpoint
- 2009 : 42 One Dream Rush
- 2010 : WTC Haikus
- 2011 : Sleepless Nights Stories
- 2011 : Correspondencia Jonas Mekas - J.L. Guerin
- 2012 : Outtakes From The Life Of A Happy Man

## Expositions
- 2012/2013 : « Jonas Mekas - José Luis Guerin : Cinéastes en correspondance », 30 novembre 2012 - 7 janvier 2013 au Centre national d'art et de culture Georges-Pompidou à Paris[4],[5]

## Récompenses
- Prix de l'Âge d'or (2013)